# Śluza Oława II
Śluza Oława II – śluza wodna zlokalizowana w 213,30 km biegu rzeki Odry (w 1,91 km kanału żeglugowego), zbudowana w ramach Stopnia Wodnego Oława. Śluza Oława II jest śluzą komorową, pociągową, położoną na Odrzańskiej Drodze Wodnej, stanowiącej europejski szlak wodny – trasa E–30. Wymiary śluzy są następujące: 187,0 × 9,6 m (szerokość komory w świetle peronów wynosi 11,9 m, długość 180,0 m), przy spadzie wynoszącym 4,37 m. Zamknięcia stanowią wrota wsporne, o wysokościach odpowiednio: w głowie górnej 6,94 m i w głowie dolnej 9,03 m. System napełnienia i opróżniania komory oparty jest na kanałach obiegowych. Śluza Oława II wybudowana została w latach 20. XX wieku. Na prawym brzegu lokalizowany jest nowy budynek z dyspozytornią śluz, wybudowany podczas remontu śluzy. Ponadto nad głową dolną śluzy, przerzucona jest przeprawa: most wieloprzęsłowy obejmujący kanał i krótkie przęsła nad przyległym terenem. Most ten ma jednak zbyt mały prześwit, wynoszący 3,72 m, w stosunku do najwyższej wody żeglownej (WWŻ), wobec 4,0 m wymaganych dla III klasy drogi wodnej.
Śluza Oława II jest położona na skanalizowanym odcinku rzeki Odra, w przekopanym kanale skracającym – Kanale Oława. Poprzednią śluzą na śródlądowym szlaku wodnym jest Śluza Lipki położona w odległości 7,3 km, a następną jest Śluza Ratowice położona w odległości 12,20 km. Równolegle do Śluzy Oława II w ramach Stopnia Wodnego Oława, położona jest mniejsza Śluza Oława I. Zlokalizowana jest ona w odległości około 1,5 km w linii prostej od Śluzy Oława II, przy Jazie Oława, w głównym korycie Odry.